# 查德本鎮區 (北卡羅萊納州哥倫布縣)
查德本鎮區（英語：Chadbourn Township）是位於美國北卡羅萊納州哥倫布縣的一個鎮區。

## 地方資料
查德本鎮區的面積為133.38平方千米，皆為陸地。根據2020年美國人口普查的數據，當地共有人口4294人，而人口密度為每平方千米32.19人。